# Carmona retusa
Carmona retusa, conhecida vulgarmente como carmona, chá de Filipinas, chá de Fukien ou arbusto escorpião, e em chinês como ji ji shu, é uma espécie de arbusto perenifólio da família Boraginaceae.
Oriundo do sudeste Asiático e Austrália, o arbusto é uma espécie altamente valorizada como bonsais por causa de sua resistência, folhas pequenas e numerosas flores brancas, sendo também usado na medicina tradicional filipina. Em pouco tempo, ocorreram diversas descobertas médicas significativas em relação aos produtos químicos presentes na espécie.

## Etimologia e descrição
A palavra vem do latim: retusus-a-um, que se traduz como retuso, emarginado, dividido em dois; em relação ao vértice da folha.
A espécie é um arbusto ou uma pequena árvore de 1 a 3 metros de altura com ramos finos, que quando jovens são um pouco hirsutos, e casca castanha. Suas folhas são perenes coriáceas, dispostas em fascículos de dois a três, a lâmina é obligulada ou espatulada com 1,5-4 x 1-2,5 centímetros com o ápice agudo, obtuso ou redondeado; a base decorre em um pecíolo curto de 1 a 5 milímetros de comprimento e a margem é proporcionada com 3 a 5 dentes largos na parte apical. A espécie é pelosa quando jovem, mas escamada pelo feixe na maturidade.
As flores são sésseis ou muito brevemente pediceladas e estão dispostas em cima dos escorpioides de 3 a 12 unidades, ramificadas ou não. O cálice de 3 a 6 milímetros de comprimento é dividido quase na base em 4 ou 5 lóbulos de linear a lanceolado. A corola é rotativa ou campanulada e possui uma cor branca, mas às vezes possui uma coloração avermelhada, medindo de 8 a 10 milímetros de diâmetro com 4 ou 5 lóbulos de 3 a 5 milímetros de comprimento. O fruto globoso, quando maduro, possui uma coloração laranjada ou acastanhada com o pericarpo fino e uma semente no interior, medindo no total de 4 a 6 milímetros. A propagação é feita por meio de sementes ou reprodução clonal de madeira ramiverde na primavera ou no verão.

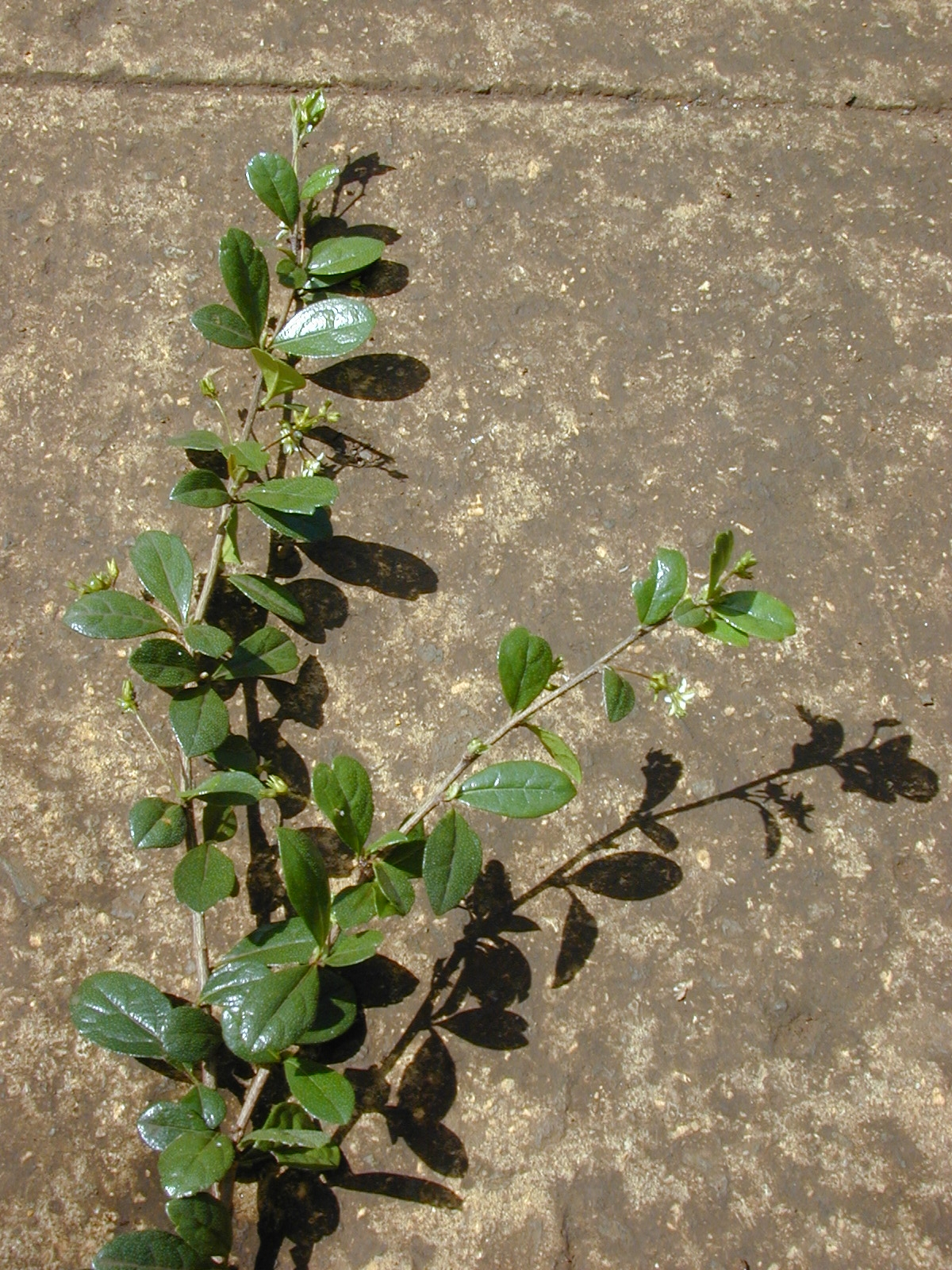
Ramos.
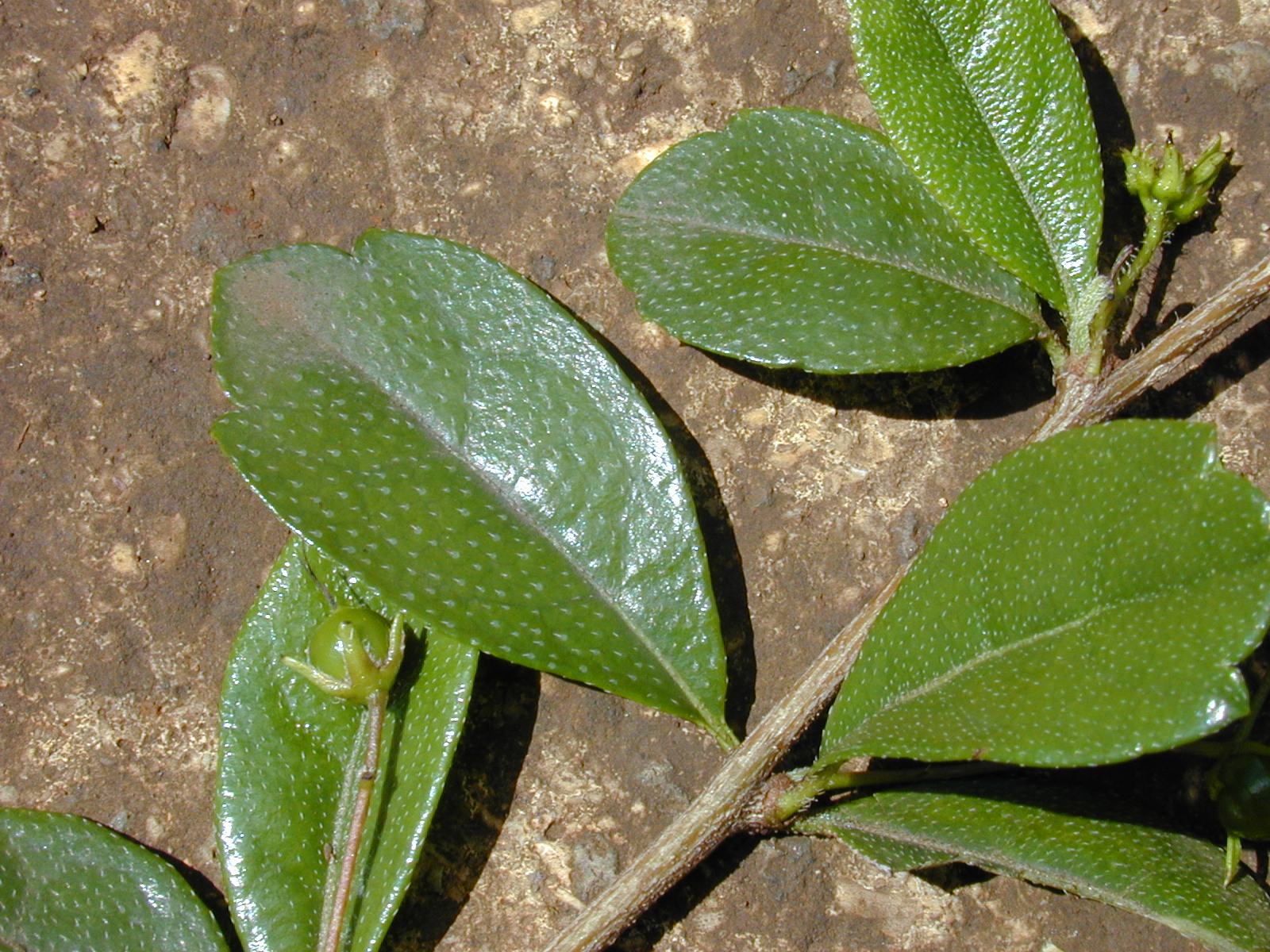
Folhas.
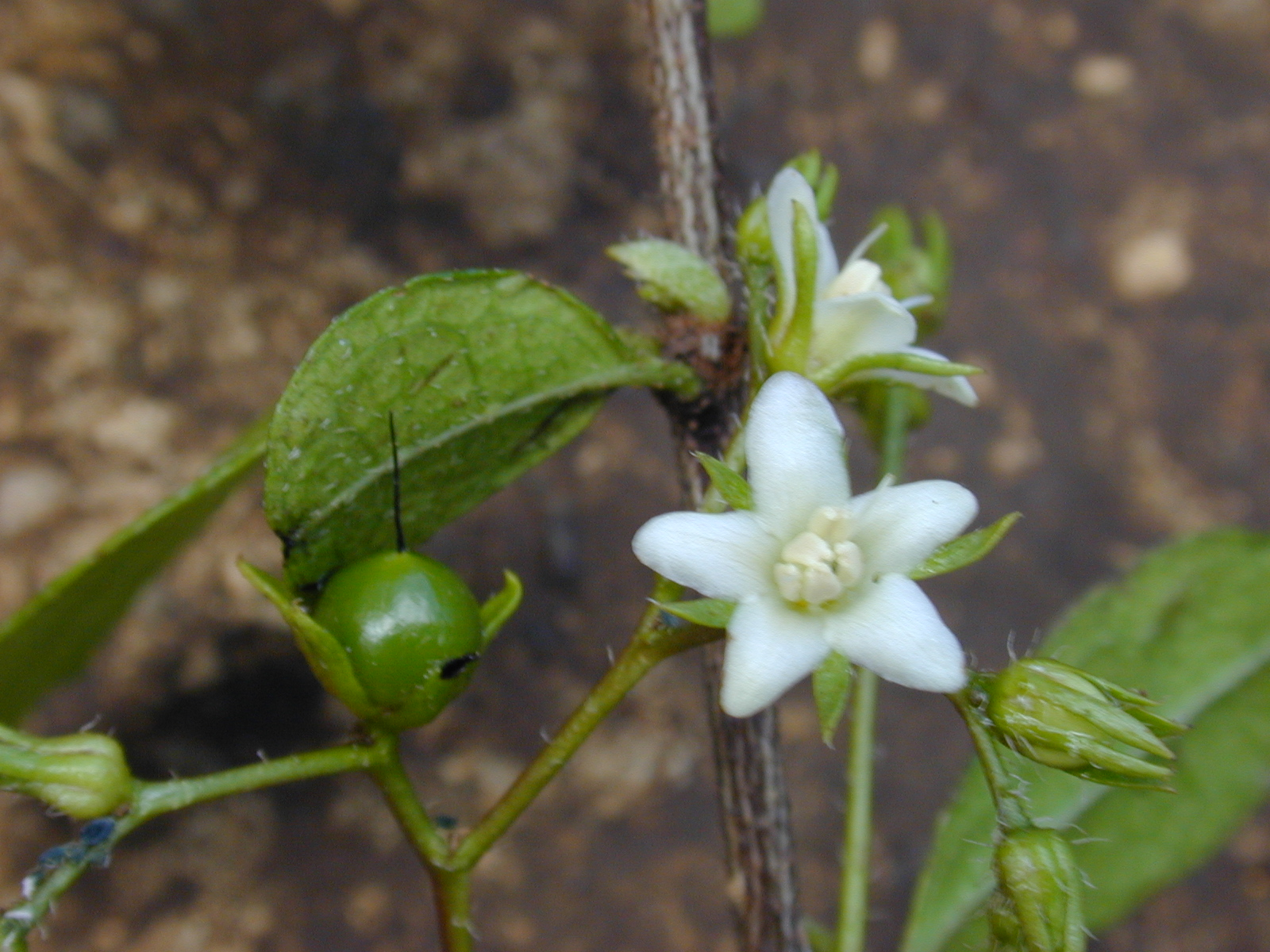
Flores e frutos.
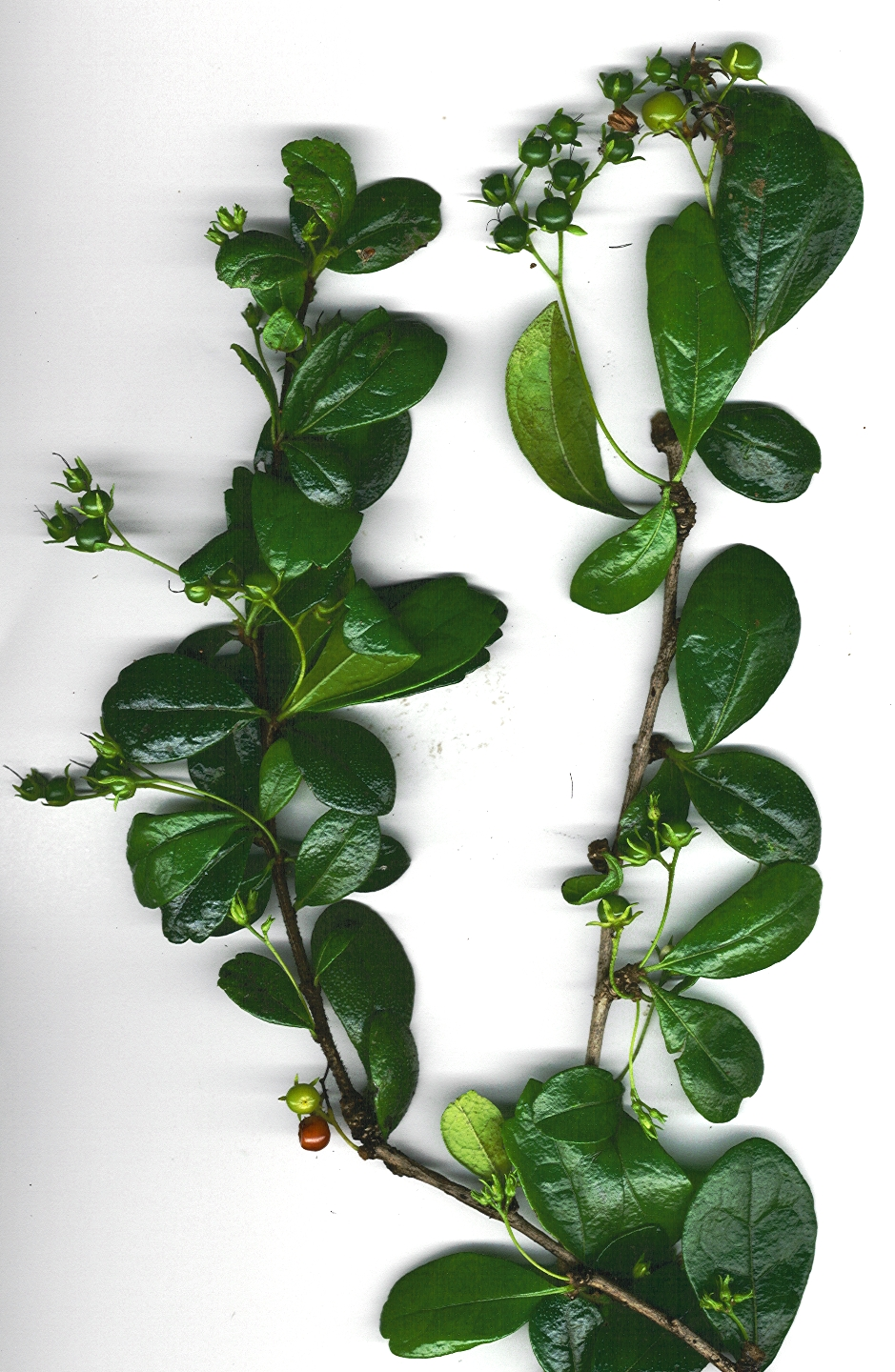
Frutos.

## Distribuição e habitat

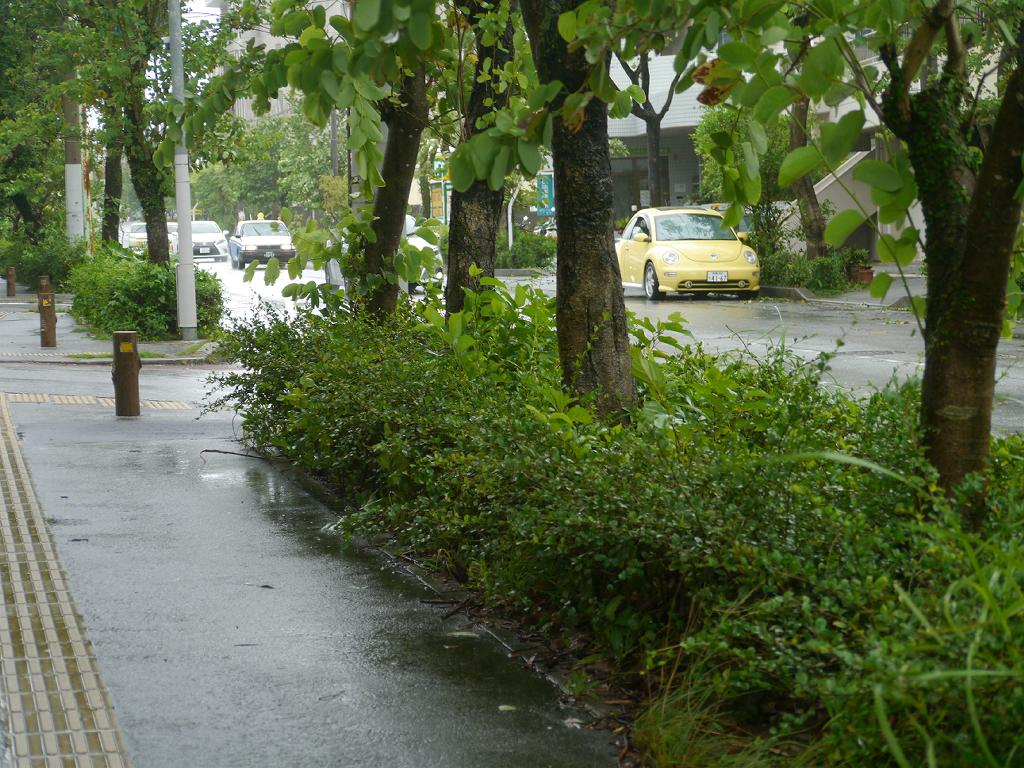
Carmona retusa em um canteiro na Ilha de Okinawa, Japão.

A espécie é nativa do sul e leste da Ásia e Austrália, respectivamente. Encontra-se distribuída pela Índia, Sri Lanka,
Indochina, sul da China, Taiwan e Japão, a área biogeográfica da Malásia, além do território australiano de Ilha Christmas e Península do Cabo York, chegando em Nova Guiné e Ilhas Salomão.
Tornou-se uma erva invasiva no Havaí, onde é uma planta ornamental muito popular; acredita-se que as sementes são propagadas por pássaros frugívoros. Na Península do Cabo York, forma matagal semi-perenes. Na Ilha Christmas, cresce nas áreas secas dos terraços marinhos e também é encontrada em florestas úmidas.

## Pragas e doenças
Carmona retusa é uma espécie sensível a aranhas vermelhas, pulgões, cloroses, insetos-escamas e lesmas. Ela também é sensível aos inseticidas, sendo preferível o uso de tratamentos naturais. A queda das folhas reflete a falta de água, enquanto a cor amarela nas folhas é indicativa de um excesso de irrigação. Esta espécie é suscetível à podridão radicular, especialmente quando o substrato não é adequado e pode ser afetado pela doença do bolor.

## Usos
A espécie é usada para formar coberturas se for bem podada. Além disso, a espécie também é usada como bonsai e penjing, sendo muito popular na China e no Japão. Nas Filipinas, suas folhas são infundidas com fins medicinais para tratar tosse, cólica, diarreia e disenteria, sendo facilmente encontradas em estabelecimentos alimentícios na forma de comprimidos e saquetes de chá.

### Bonsai
Carmona retusa é uma espécie muito comum para bonsai devido à facilidade de cultivo. O substrato deve consistir em 65% de akadama, 25% de solo e 10% de areia, excluindo areia do mar. A temperatura deve oscilar entre 15 °C e 20 °C, tornando-se uma boa planta de interior. Ela não deve receber diretamente a luz solar. A irrigação deve ser frequente, mas não excessiva, pois a espécie não resiste, resultando na podridão das raízes, que é visível pelo amarelecimento das pontas das folhas. Por outro lado, a falta de irrigação é a principal causa da morte da planta. Deve ser transplantada a cada dois ou três anos, eliminando a maior parte da argila no processo.
A poda é feita no início da primavera, reduzindo os ramos para duas ou três folhas e eliminando os rebentos que aparecem no tronco e nos ramos. Não suporta a fiação, pois seus ramos são muito frágeis e podem ser antiestéticos devido à aparência de rugas; o uso de alça é preferível. A planta é resistente a agentes patogênicos, embora possa ser atacada por pulgões e insetos-escamas.

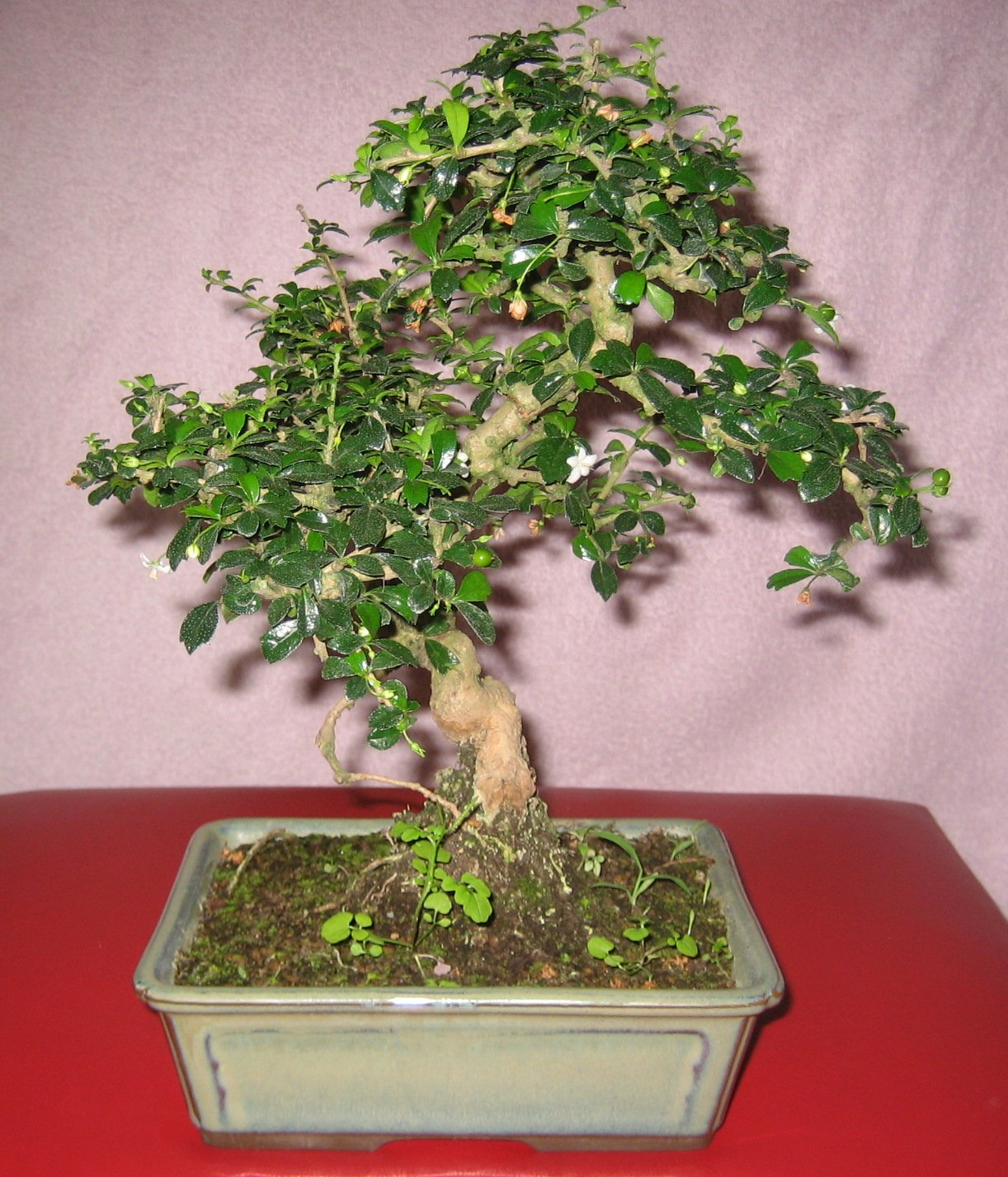
Exemplo de bonsai.
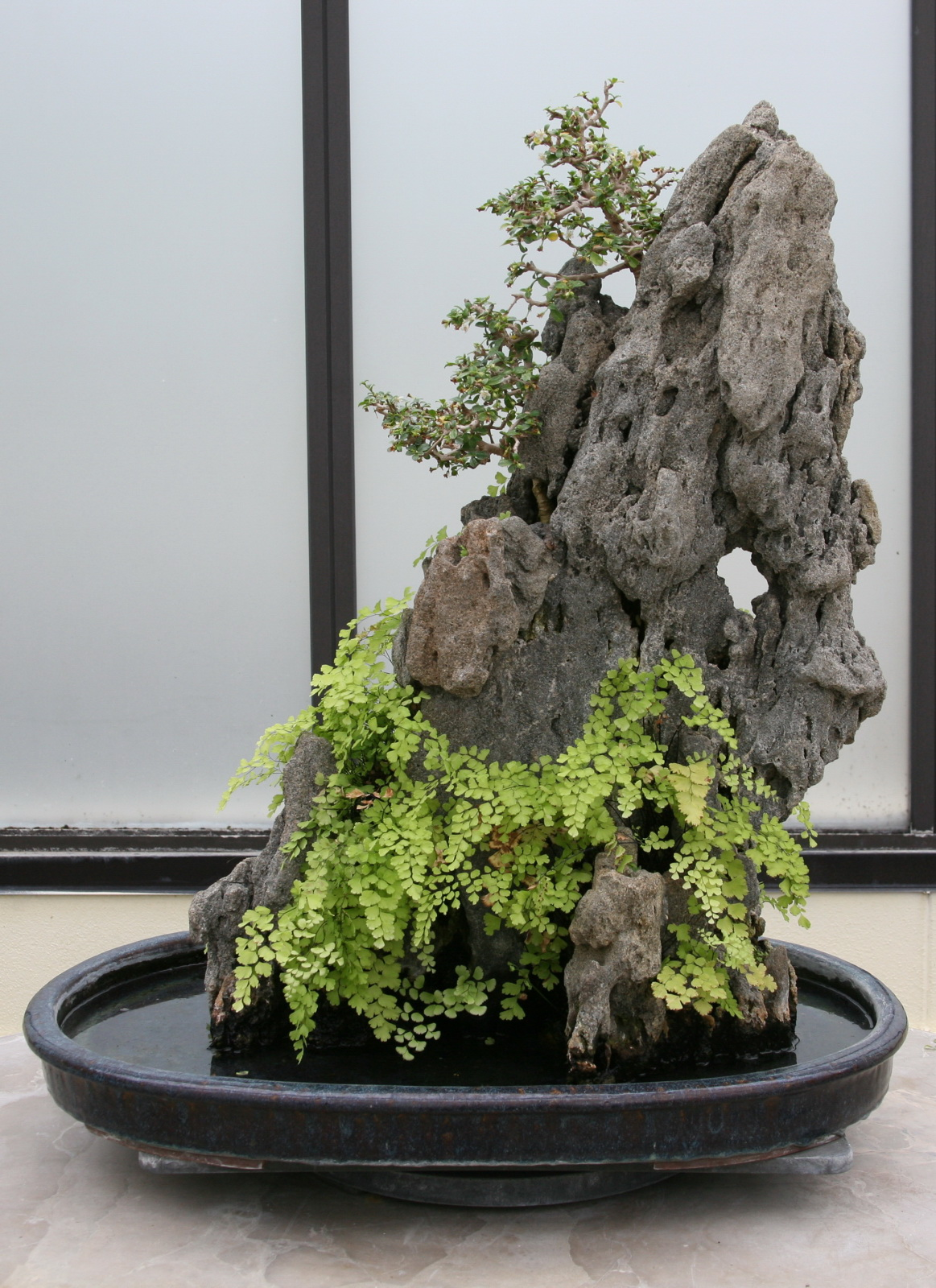
Bonsai em uma rocha.
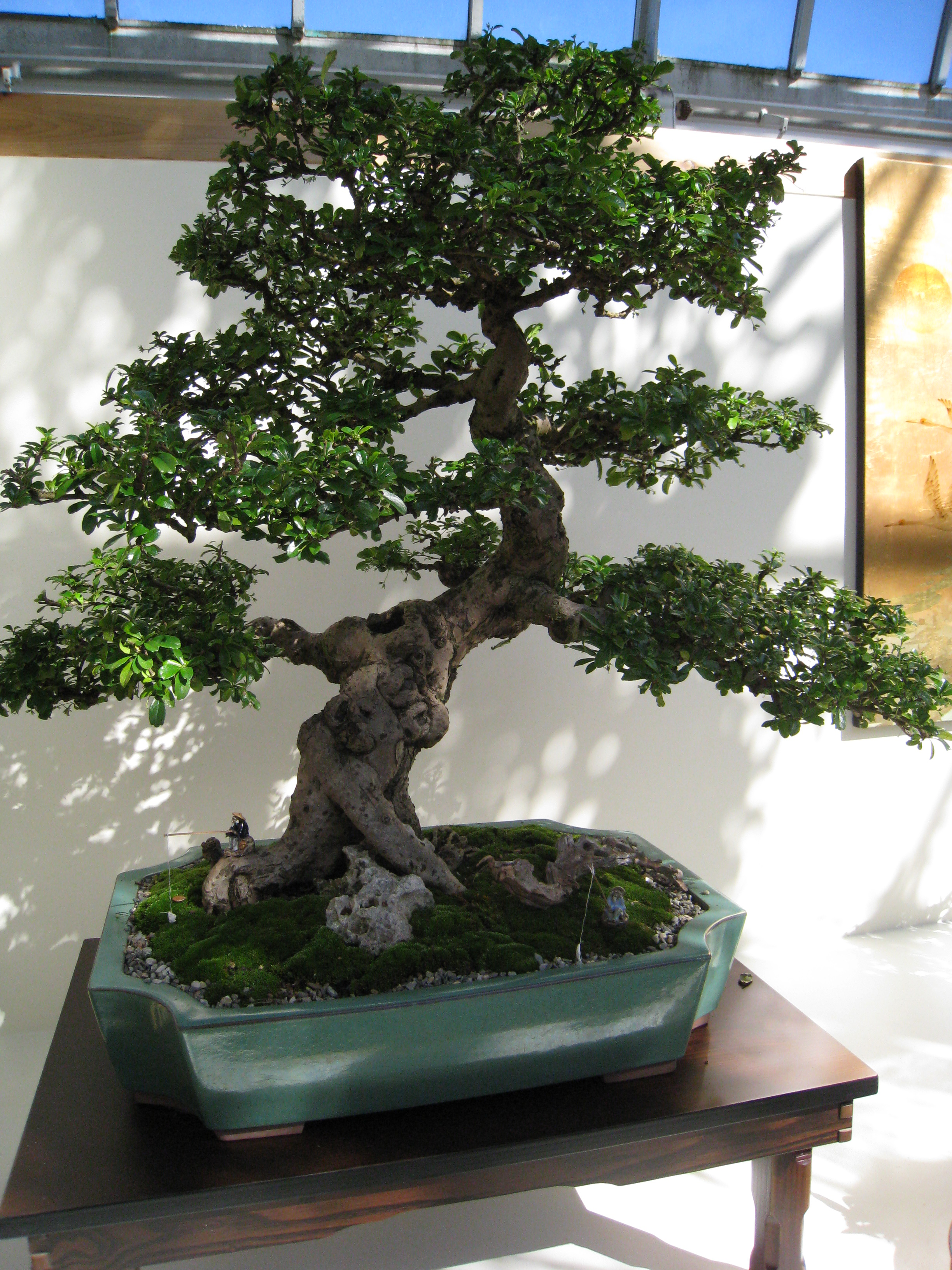
Bonsai de 70 anos.
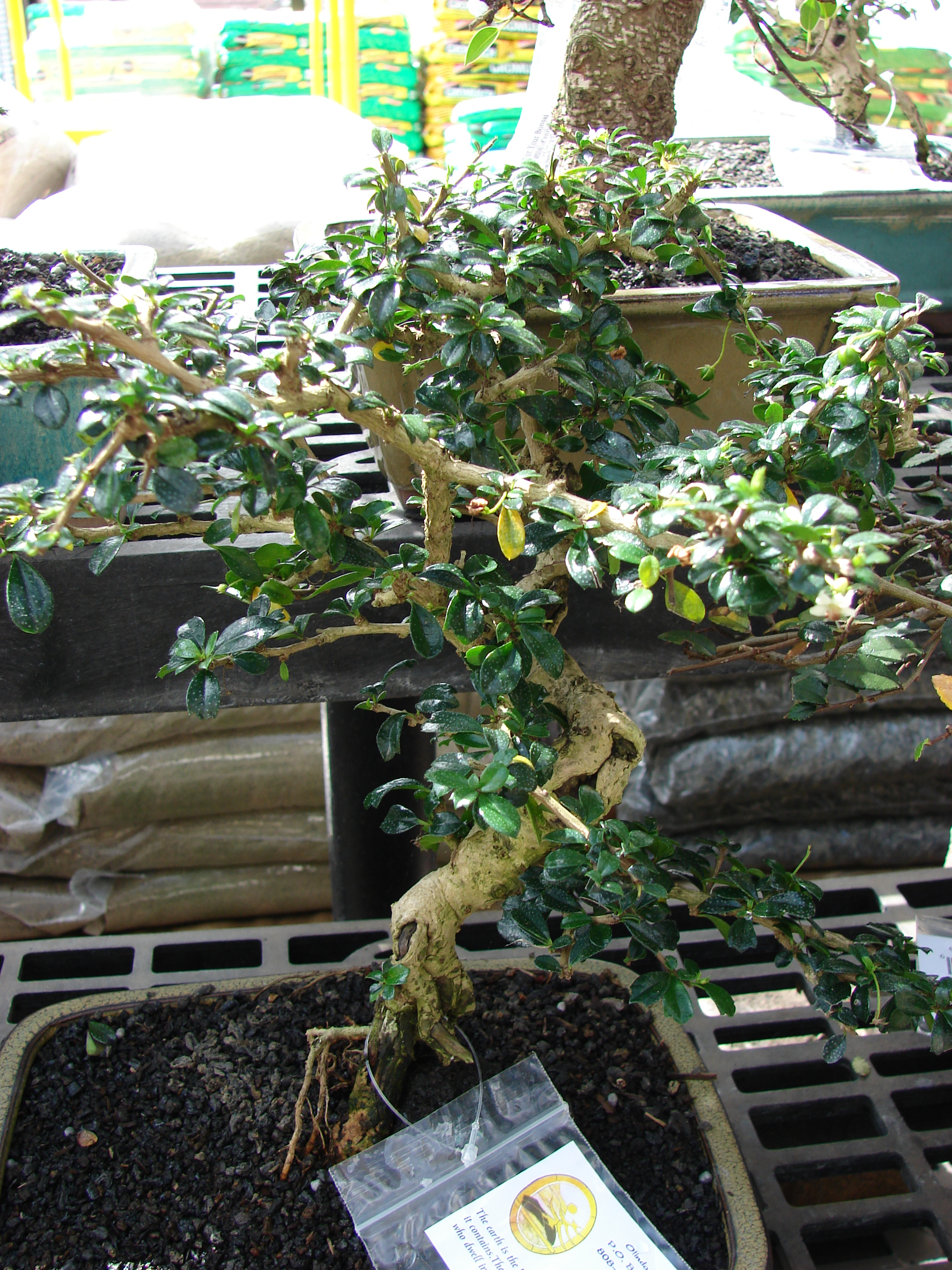
Bonsai em Havaí.

### Medicina
Nas folhas desta espécie, isolou-se um composto antimutagênico, cuja estrutura foi explicada por meio de uma análise espectral; é 4-hidróxi-7, 8, 11, 12, 15, 7′, 8′,11′, 12′, 15′-decahidro-β, ψ-caroteno. Os ensaios de micronúcleos realizados in vivo demonstraram que o composto isolado reduziu aproximadamente 68,4% do número de hemácias policíclicas com micronúcleos induzidos por tetraciclina, um mutagênico.
O principal componente das folhas é uma mistura inextricável de triterpenos formados por α-amirina (43,7%), β-amirina (24,9%) e baurenol (31,4%). Esta mistura; uma dose de 100 mg/kg, inoculada em ratinhos, mostrou efeito analgésica em 51% e efeito anti-inflamatória em 20%. O teste de Kruskal-Wallis mostrou que esta mistura é tão ativa quanto o ácido mefenâmico, também demonstrou ser efetiva contra a diarreia. Demonstrando, no teste de micronúcleos, que não apresenta atividade mutagênica ou anti-mutagênica. A mistura de triterpeno foi inativa contra Escherichia coli e exibiu efeito moderado contra Staphylococcus aureus, Candida albicans e Trichophyton mentagrophytes.